# Simfonia núm. 4 (Kantxeli)
La Simfonia núm. 4 A la memòria de Miquel Àngel, per a 4 campanes d'església situades fora d'escena i gran orquestra, va ser composta per Guia Kantxeli el 1974. Es va estrenar el 13 de gener de 1975 a Tbilisi, interpretada per l'Orquestra Simfònica Estatal de Geòrgia dirigida per Djànsug Kakhidze. Va ser una comanda del Ministeri de Cultura de l'URSS per als 500 anys del naixement de Miquel Àngel. Té una durada d'uns 23 minuts. L’any 1976, la Simfonia núm. 4 va rebre el Premi Estatal de l’URSS.

## Representacions
La Simfonia núm. 4 es va estrenar als Estats Units el gener de 1978 sota la direcció de Iuri Temirkànov amb l’Orquestra de Filadèlfia. Aquesta presentació va tenir lloc just abans d’un període de tensió cultural creixent entre els Estats Units i l’URSS. Amb l’arribada de la Glàsnost, les obres soviètiques van començar a circular amb més llibertat a Occident. Kantxeli va veure com les seves composicions obtenien més visibilitat gràcies a noves comandes i interpretacions internacionals.

## Música
Composició característica de Kantxeli en un únic moviment continu, marcat com a Largo, que alterna moments de profunda calma i ingravidesa amb esclats sobtats i violents de tota l’orquestra. La simfonia combina campanes, celesta i motius melòdics nets amb fragments plens de serenitat, sovint inspirats en el folklore georgià. Aquest contrast crea una tensió simbòlica entre una bellesa idealitzada, representada per l’obra de Miquel Àngel, i la duresa de la realitat, aportant a l’obra un caràcter filosòfic que expressa l’oposició entre dos mons.
El paisatge musical és auster, amb pocs motius que apareixen i desapareixen al so de les campanes d’església: un tema inicial als violins, un coral a les cordes i un motiu a l’arpa. La textura melancòlica i fràgil és trencada per esclats apocalíptics que la celesta, amb un timbre que evoca el llaüt, apaga suaument. El toc delicat de la celesta recorda una capsa de música infantil, un refugi on l’ésser oprimint troba un moment de pau davant les explosions sonores violentes.
Segons Haylock, hi ha una clara similitud ideològica amb Also sprach Zarathustra de Richard Strauss; no obstant això, mentre que Zarathustra es desenvolupa com una successió d’episodis polifònicament complexos connectats cíclicament, Kantxeli pretén crear una unitat orgànica a partir d’uns pocs fragments cel·lulars que semblen dispersos.